# Wolf unter Wölfen (Film)
Wolf unter Wölfen wurde von Hans-Joachim Kasprzik als Schwarz-Weiß-Fernseh-Vierteiler nach dem gleichnamigen Roman von Hans Fallada aus dem Jahre 1937 verfilmt und lief am 14. März 1965 erstmals im Fernsehen der DDR. 

## Inhalt
Wolfgang Pagel lebt 1923 in Berlin. Seiner Familie ging es stets gut, doch aufgrund seiner Leidenschaft für das Glücksspiel droht ihm der finanzielle Ruin. Mit seiner Mutter überwirft er sich daraufhin, zumal in ihren Augen seine geplante Hochzeit mit der Schuhverkäuferin Petra nicht standesgemäß ist. Als es Pagel im letzten Moment gelingt, durch den Verkauf eines Gemäldes seines Vaters etwas Geld aufzutreiben, wurde seine Freundin von ihrer Vermieterin bereits auf die Straße gesetzt. Nur sehr unzureichend bekleidet wird sie von der Polizei festgenommen und ins Gefängnis gesteckt. Pagel gelingt es nicht, ihr zu helfen, und so betrinkt er sich, was sein weiteres Schicksal in eine neue Richtung lenkt. Im Lokal trifft er auf seinen ehemaligen Vorgesetzten, Rittmeister von Prackwitz. Von ihm lässt er sich überreden, mit auf dessen Gut nach Neulohe zu gehen und als Aufseher zu arbeiten. Den gerade arbeitslos gewordenen Hotelangestellten von Studmann hatte er bereits als Gutsverwalter eingestellt.
Auf dem Rittergut Neulohe gerät Wolfgang Pagel in eine Welt von Scheinwohlstand und -anstand, in einen familiären und politischen Sumpf. Aufgrund seiner staatspolitischen Verwicklungen gerät von Prackwitz in eine finanzielle Schieflage und hat alle Not, die horrende Pachtzahlung an seinen schlauen, niederträchtigen Schwiegervater, den Gutsbesitzer von Teschow, zu leisten. Aufgrund ausstehender Lohnzahlungen haben seine Arbeiter das Gut verlassen, und so versucht von Prackwitz, Häftlinge aus dem Zuchthaus für die anstehende Ernte zu bekommen. Nachdem einige der Strafgefangenen fliehen und die Polizei eingeschaltet wird, fallen auch diese Arbeitskräfte aus. Insgesamt ist zu erkennen, dass von Prackwitz aufgrund seines labilen Charakters als Kaufmann gänzlich ungeeignet ist. Anstatt nach Lösungen für seine Probleme zu suchen, verliert er sich in Streitereien und lamentiert über seine Situation, an der stets die anderen schuld sein sollen.
Frau von Prackwitz möchte gern ihren Lebensstandard und die geordneten Verhältnisse der Vergangenheit erhalten, die aufgrund der Unfähigkeit ihres Mannes immer mehr verloren gehen. Gutsverwalter von Studmann ist ihr dabei eine große Hilfe, da er seine Aufgaben gewissenhaft erfüllt und sich als ausgesprochener Diplomat und sachlicher Verhandlungspartner erweist. Ihre fünfzehnjährige Tochter Violet, die mit dem Freikorps-Leutnant Fritz eine heimliche Affäre hat, bringt weitere Unruhe in den Familienbetrieb. Leutnant Fritz plant einen Putsch gegen die Demokratie und wird von dem zwielichtigen Diener Hubert Räder erpresst, da er dessen Absichten und die versteckten Waffen entdeckt hat. Nachdem der Putsch misslingt, erschießt sich Leutnant Fritz, da er die Sinnlosigkeit des Ganzen erkennt.
Trotz aller Bemühungen von Studmann ist das Gut finanziell nicht zu retten und er muss selber ohne Anerkennung seiner Leistungen den Betrieb wieder verlassen. Je mehr die Verhältnisse auf Neulohe aus den Fugen geraten, desto mehr findet Wolfgang Pagel zu seinem eigenen inneren Gleichgewicht zurück. Als er erfährt, dass Petra in Berlin eine sichere Arbeit gefunden hat und ihn noch immer liebt, kehrt auch er, nach Eintreten der familiären Katastrophe der Prackwitz, dem Gut den Rücken und geht nach Berlin zurück. Dort söhnt er sich mit Petra und auch mit seiner Mutter aus. Sie sind stolz, in dieser Zeit der schweren Prüfung durchgehalten zu haben und wieder vereint zu sein. Sie haben Erfahrungen gemacht, Erkenntnisse gewonnen, aus Fehlern gelernt, und sehen nun ihrer Zukunft entgegen mit einem bescheidenen, aber zufriedenen Dasein.

## Produktionsdetails
Bei der Gesamtlänge von 410 Minuten, wurde der Film in vier Teilen und als Schwarzweißfilm produziert:
| Episode | Titel                         | Filmlänge   | Erstausstrahlung (DDR) |
| ------- | ----------------------------- | ----------- | ---------------------- |
| 1. Teil | Die Stadt und ihre Ruhelosen  | 107 Minuten | 14. März 1965          |
| 2. Teil | Schwüle über dem Land         | 88 Minuten  | 16. März 1965          |
| 3. Teil | Es kommen des Teufels Husaren | 84 Minuten  | 18. März 1965          |
| 4. Teil | Ende und Anfang               | 128 Minuten | 21. März 1965          |

Die Dreharbeiten erfolgten in Berlin, Brandenburg, Frankfurt (Oder) und den DEFA-Studios in Babelsberg.

## Kritiken
(Quelle: )
In der Berliner Zeitung (Ausgaben von Dienstag, dem 23. März 1965) schreibt Werner Schwemin: „Dem Autor des Filmbuches Klaus Jörn gelang es eine Fassung zu entwickeln, die einen logisch gegliederten szenischen Spannungsbogen gewährleistet... Nur folgender Einwand scheint notwendig: die Abtrennung der Handlungsvorgänge auf Neulohe von den Berliner Ereignissen, deren Parallelität weitgehend den Rhythmus des Romans bestimmt, hat zwar dem ersten Teil des Films keinen Abbruch getan, dafür aber den zweiten Teil substantiell und dramaturgisch schlechter abschneiden lassen. ... Im dritten und vierten Teil jedoch wurde die Dynamik und Handlungsdichte des ersten Teils nicht nur wieder erreicht, sondern übertroffen.“ Wolfgang Langhoff wird für seine überragende Gestaltung des Joachim von Prackwitz gefeiert, Ekkehart Schall für die des Dieners Räder. Herbert Köfer spielt bewunderungswürdig differenziert den Herrn von Studmann und eindrucksvolle Charakterleistungen bieten Inge Keller, Armin-Mueller Stahl und Jürgen Frohriep.
In der Zeitung Neues Deutschland (Ausgabe von Mittwoch, dem 24. März 1965) schreibt Katja Stern im Artikel „Große Dichtung auf dem Bildschirm“:
„Welch eine Skala eigenwilliger Charaktere, welch eine Fülle menschlicher Leidenschaften zog uns in Bann ... Dieses gewaltige Unternehmen gehört zweifellos zu den glücklichen künstlerischen Lösungen auf dem Gebiet der Verfilmung großer literarischer Vorlagen“. Gelobt werden die zur Spielhandlung passenden Einblendungen von Originalaufnahmen aus den zwanziger Jahren und das bis in die kleinste Rolle perfekt besetzte Schauspielerensemble.
In der Zeitung Neue Zeit (Ausgabe von Mittwoch, dem 24. März 1965) lobt Mimosa Künzel den Fernsehfunk, die Arbeit der Schauspieler und des gesamten Drehkollektivs, „... die uns ein Stück Zeitgeschichte plastisch und anschaulich nahegebracht hat; und das mit einer Spannung, wie sie in einer Kriminalserie nicht größer sein kann“. Kameraführung, Szenenbild und Musik werden gelobt und „... vervollkommnen das eindrucksstarke Werk, an dem Fallada seine Freude gehabt hätte“.